# Лајош Бароти
Лајош Бароти, рођ. Кратохвил (мађ. Baróti Lajos, Kratochfill Lajos; Сегедин, 9. август 1914 — Будимпешта 23. децембар 2005) је био мађарски фудбалер и менаџер. Са једанаест великих титула, један је од најистакнутијих тренера свог времена.

## Каријера

### Клуб
Бароти је активно играо фудбал у периоду од 1928. па до 1946. године прво за Сегед АК и од 1946. до 1948. Ђер ЕТО.

### Репрезентација
Бароти је између 1939. и 1941. године наступио два пута за репрезентацију Мађарске.

### Тренер
Године 1957. постављен је за селектора националног тима. До 1966. и између 1975. и 1978. водио је екипу на 117 утакмица. Предводио је Мађарску на светским првенствима 1958, 1962, 1966. и 1978. На Олимпијским играма 1960. у Риму и Купу европских нација 1964. где је Мађарска завршила као трећа. Највећи успех било је освајање златне медаље на Олимпијским играма у Токију 1964. године.
Између 1971. и 1972. био је тренер репрезентације Перуа. Године 1971. водио је олимпијски тим Перуа током предолимпијског турнира.
Његово најуспешније време као клупски тренер било је од 1967. и 1971. године са Ујпести Дожом из Будимпеште, где је поставио почетке златне ере клуба. Први нападачки ред који се састојао од линије Фазекаш – Гереч – Бене – Дунаи II – Замбо био је један од најбољих током 1970-их. Одвео је клуб до дублова у купу и шампионату 1969. и 1970. као и до трећег узастопног шампионата 1971. године, прве титуле за клуб у последњој деценији. Такође је одвео клуб у финале Купа сајамских градова у сезони 1968/69. где су играли против ФК Њукасл јунајтеда, али је Ујпешт изгубио резултатима 0 : 3 и 2 : 3.
Бароти је остварио даље успехе са Вашаш СЦ, ССВ Инсбрук у Аустрији и С.Л. Бенфика, тамо је освојила Суперкуп Португала 1980. и дуплу круну 1981. године.

## Остварења

### Клуб (тренер)
Вашаш
- НБ I:  
  - шампион: 1957.
- Куп Мађарске у фудбалу:  
  - победник: 1972/73.

Ујпешт
- НБ I:
  - шампион: 1969, 1970, 1970/71.
- Куп Мађарске у фудбалу: 
  - победник: 1969., 1970.

Инсбрук
- Куп Аустрије у фудбалу: 
  - победник: 1978/79.

Бенфика
- Прва лига Португалије у фудбалу: 
  - шампион: 1980/81.
- Куп Португалије у фудбали:
  - победник: 1981.

### Репрезентација (селектор)
Мађарска
- Летње олимпијске игре 1964.
  - златна медаља: 1964.